# Michael Holthaus
Michael Holthaus (n. 13 iulie 1950, Wuppertal, RFG) este un înotător german, medaliat olimpic. A participat la 2 ediții ale Jocurilor Olimpice (1968, 1972) în care a câștigat o medalie de bronz.